# Carlo Martorana
Carlo Martorana, né à Naples le 28 octobre 1826 et mort dans la même ville en 25 mai 1849, est un graveur néoclassique napolitain du XIXe siècle.

## Biographie
Carlo Martorana naît à Naples en 1826. Il devient élève de Francesco Pisante et de Ferdinando Mori. Il effectue notamment des gravures pour les Mémoires de la ville de Naples et de Sienne et pour l'Usi e costumi di Napoli e contorni descritti e dipinti de Francesco de Bourcard. Dans ce dernier ouvrage, il réalise environ 8 % des gravures, sous la tutelle de son maître Pisante.

## Œuvres
Liste non-exhaustive de ses gravures :

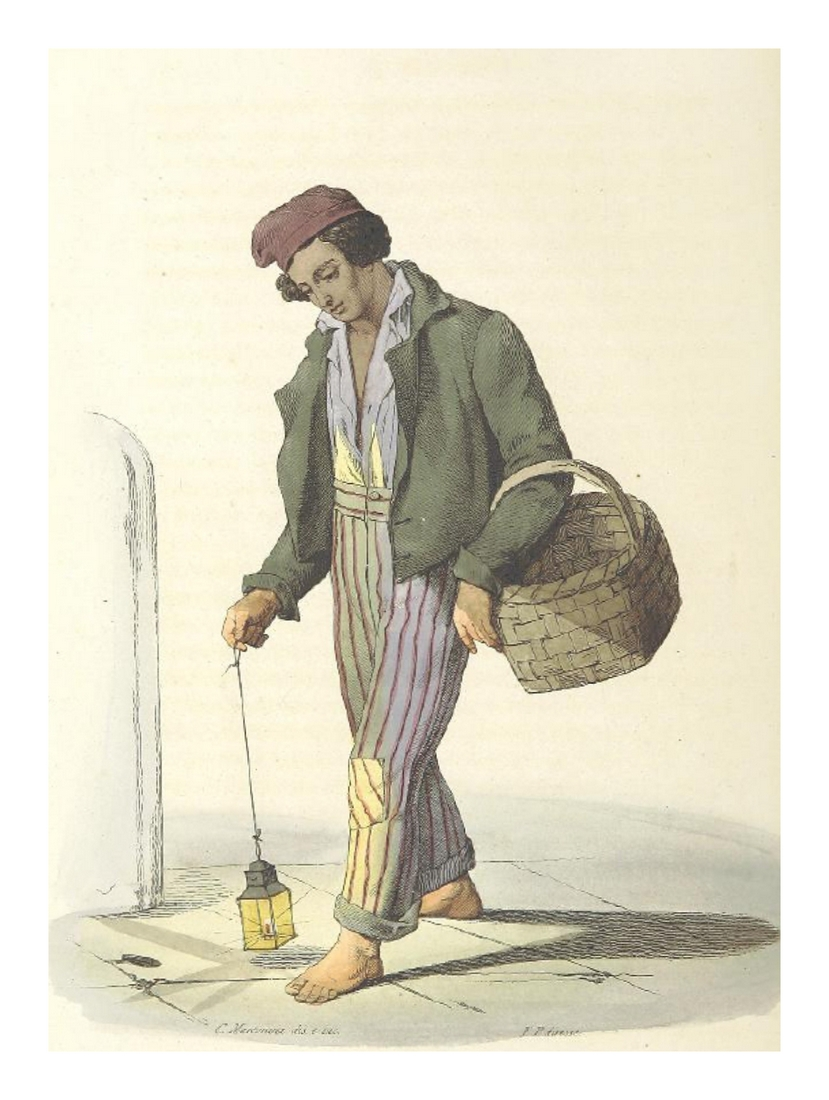
Il Trova-Sigari. 1853 (avec Francesco Pisante)
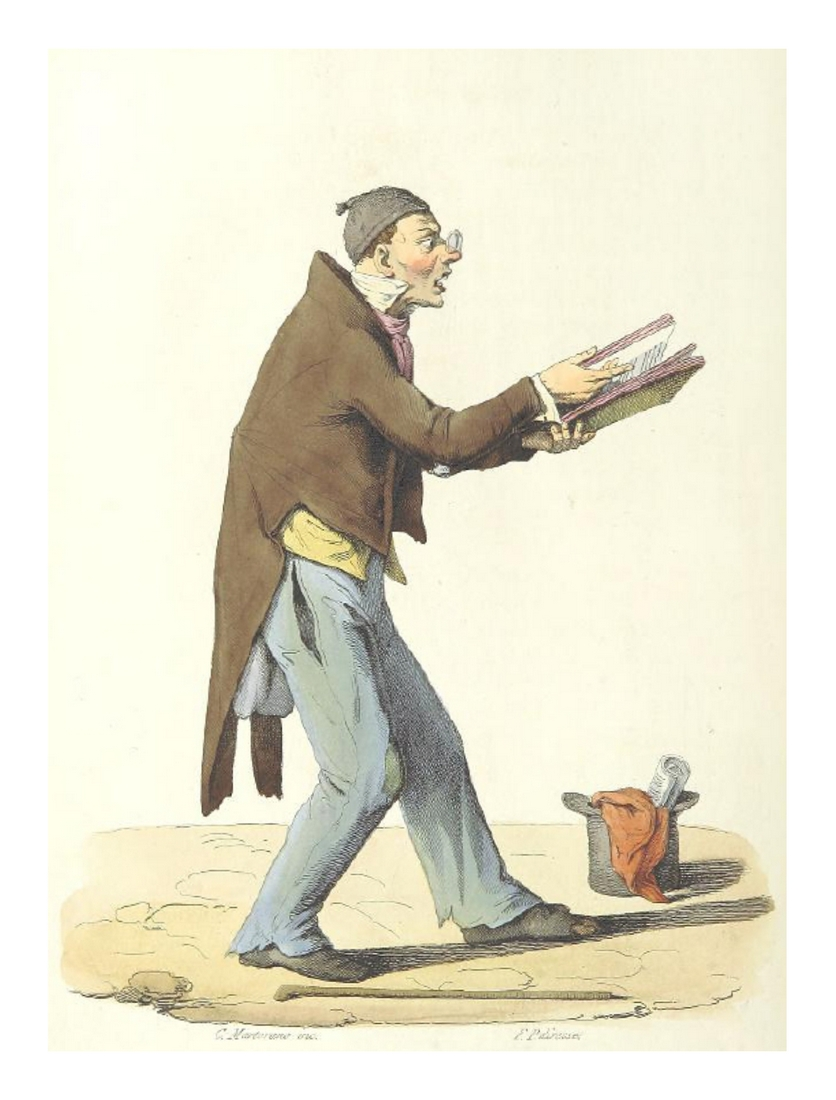
El Cantastorie. 1853 (avec Francesco Pisante)